# Яшауче
Яшауче (тат. Яшәүче) — посёлок в Черемшанском районе Татарстана. Входит в состав Карамышевского сельского поселения.

## География
Находится в южной части Татарстана на расстоянии приблизительно 28 км по прямой на север от районного центра села Черемшан на речке Шешма.

## История
Основан в 1930-х годах.

## Население
Постоянных жителей было: 121 в 1989 году, в 2002 − 111 (татары 100 %), 98 в 2010.